# Arlene Tur
Pour les personnes ayant le même patronyme, voir Tur.
 (février 2014).
Si vous disposez d'ouvrages ou d'articles de référence ou si vous connaissez des sites web de qualité traitant du thème abordé ici, merci de compléter l'article en donnant les références utiles à sa vérifiabilité et en les liant à la section « Notes et références ».
Arlene Tur est une actrice et mannequin américaine, connue principalement pour son rôle de Bebe Arcel dans la série télévisée américaine tirée du film de Paul Haggis Collision. Fille de cubains immigrés aux États-Unis, elle a de nombreux rôles à la télévision, ainsi qu'une carrière de mannequin. Elle joue le rôle du Dr Vera Juarez, dans la quatrième saison de la série Torchwood.

## Enfance et formation
Arlene Tur naît à Miami, en Floride. Son père, Juan Tur, cultive les avocats et les mangues, tandis que sa mère, Illuminada Arlene Tur, est infirmière.
Tur, qui est fille unique, décrit une enfance consistant « à lire des livres perchée dans un avocatier ».
Alene étudie à la Florida International University, où elle obtient des diplômes en marketing et en relations publiques ; elle est joueuse professionnelle de beach volley durant ses études. C'est ainsi qu'elle est découverte et commence une carrière de mannequin.[réf. nécessaire]
Sa carrière de mannequin lui permet de voyager et d'acquérir la maîtrise de l'italien et du portugais, alors qu'elle parle déjà anglais et espagnol. Elle commence à étudier l'art dramatique à cette époque, sous la direction d'Uta Hagen, à New York, et de Howard Fine, à Los Angeles. Elle suit aussi les cours d'Ivana Chubbuck.
Le 21 août 2011, Arlene participe à "Une star dans une voiture petit budget", dans la version américaine de Top Gear. Elle y fait un chrono de 1:42.4, ce qui la classe à la première place des célébrités. Elle n'est détrônée que d'une courte seconde par Patrick Warburton, six mois plus tard, lors de l'émission du 21 février 2012.

## Carrière d'actrice
Le premier rôle d'Arlene Tur est, en 2003, dans une dramatique de Telemundo, Los Teens. Elle obtient de nombreux rôles différents par la suite, y compris un rôle dans Grey's Anatomy, le pilote télévisé Haskett's Chance et le film d'action indépendant Final Engagement. Elle retient l'attention des chaînes télévisées pour son rôle dans le pilote télévisé Harry Green and Eugene, qui lui permet d'obtenir son rôle le plus important jusqu'à présent, celui de la policière du LAPD Bebe Arcel, dans la série télévisée dérivée du film Collision, Crash. Elle anime des émissions sur Discovery Channel, Entertainment Television, le Travel Channel, et Caliente, la série musicale d'Univision.

### Filmographie
| Année     | Titre                                    | Rôle              | Remarques                              |
| --------- | ---------------------------------------- | ----------------- | -------------------------------------- |
| 2003      | Los Teens                                | Valeria           | Dramatique à la Telemundo              |
| 2004      | Harry Green and Eugene                   | Nadalina          | S1, É1 avec Mark Valley et Jason Segel |
| 2006      | Grey's Anatomy                           | Pamela Calva      | S2, É18 : Yesterday                    |
| 2007      | Final Engagement                         | Jacqueline Bombay | Avec Peter Greene                      |
| 2008–2009 | Crash                                    | Bebe Arcel        |                                        |
| 2009      | Lie to Me                                | Kimi              | S2, É6 : Lack of Candor                |
| 2010      | Mange, prie, aime                        | Armenia           | Avec Julia Roberts                     |
| 2011      | Torchwood, saison 4 : le Jour du miracle | Dr Vera Juarez    | Épisodes 1 à 5                         |
| 2014 ?    | We All Want the Same Thing               |                   | En cours.                              |